# Derk Bodde
Derk Bodde (Ocean Bluff-Brant Rock, Massachusetts, 1909. március 9. – Germantown, Pennsylvania, 2003. november 3., kínai neve pinjin hangsúlyjelekkel: Bo Dé; magyar népszerű: Pu Tö; kínaiul: 卜德.) amerikai sinológus, történész.

## Élete és munkássága
Derk Bodde 1930-ban diplomázott a Harvard Egyetemen, majd ezt követően hat évet (1931-1937) töltött ösztöndíjjal Kínában. 1938-ban a leideni egyetemen szerzett doktori fokozatot, majd az 1948-ban indult Fulbright-ösztöndíj program első amerikai címzettjeként egy évet töltött Pekingben.
A kínai történelem és jogrendszer kiemelkedő kutatója, aki a Pennsylvania Egyetem professzoraként vonult nyugdíjba. 1968-tól 1969-ig az amerikai Oriental Society elnöki tisztjét is betöltötte.

## Főbb művei
- Shakespeare and the Ireland Forgeries. Harvard Honors Theses in English No. 2. Pp. 68. Harvard University Press, Cambridge, Mass., 1930
- Annual Customs and Festivals in Peking, As Recorded in the Yenching Sui-shih-chi. By Tun Li-ch'en. Translated and annotated by Derk Bodde. Henri Vetch, Peiping, 1936
- A History of Chinese Philosophy, Vol. I: The Period of the Philosophers (from the beginnings to circa 100 B.C.). By Fung Yu-lan. Translated by Derk Bodde with introduction, notes, bibliography and index. Henri Vetch, Peiping, 1937
- China's First Unifier: a Study of the Ch'in Dynasty as Seen in the Life of Li Ssu (280?-208 B.C.). Sinica Leidensia Series, Vol. III. E. J. Brill, Leiden, 1938
- A Short History of Chinese Philosophy. By Fung Yu-lan. Edited by Derk Bodde. Macmillan, New York, 1948
- Peking Diary, a Year of Revolution. Henry Schuman, New York, 1950
- A History of Chinese Philosophy, Vol. II: The Period of Classical Learning (from the second century B.C. to the twentieth century A.D.). By Fung Yu-lan. Translated by Derk Bodde with introduction, notes, bibliography and index. Princeton University Press, Princeton, 1953
- Law in Imperial China, Exemplified by 190 Ch'ing Dynasty Cases . . . with Historical, Social, and Judicial Commentaries. By Derk Bodde and Clarence Morris. Harvard University Press, Cambridge, Mass., 1967
- Festivals in Classical China, New Year and Other Annual Observances during the Han Dynasty, 206 B.C.-A.D. 220. Princeton University Press and Chinese University of Hong Kong, Princeton and Hong Kong, 1975